# Caraz

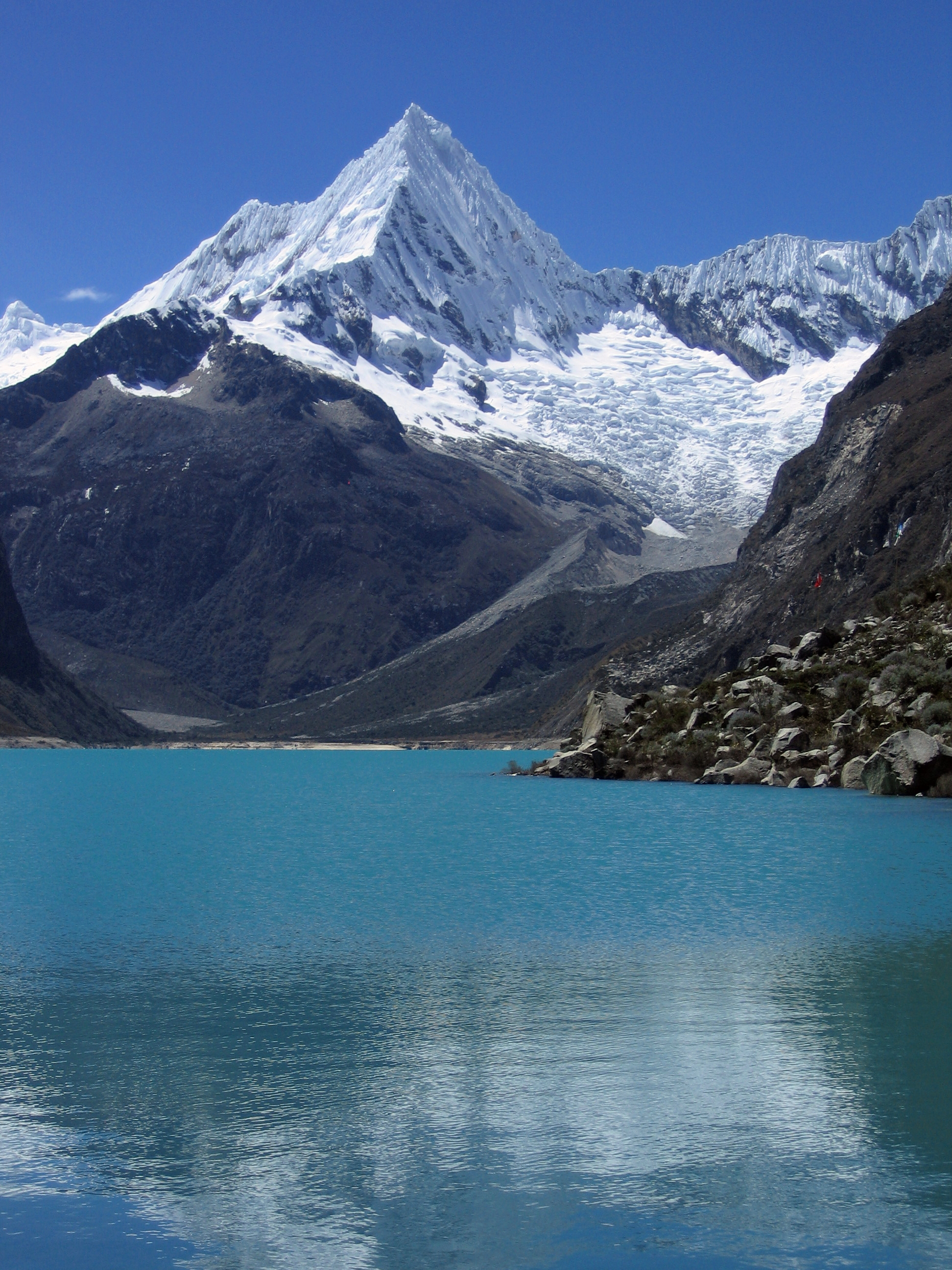
Jezioro Parón

Caraz – górskie miasto w Peru, w regionie Ancash, siedziba administracyjna dystryktu Caraz. Według spisu z 2017 roku miasto liczyło 15 204 mieszkańców.
32 km na wschód od miasta znajduje się Jezioro Parón. Od 1989 roku Caraz jest miastem partnerskim dla Mesy w Stanach Zjednoczonych.